# Rio Frumuşiţa (Chineja)
O Rio Frumuşiţa é um rio da Romênia, afluente do Chineja, localizado no distrito de Galaţi.